# Рупах-Голдхаузен
Рупах-Голдхаузен (њем. Ruppach-Goldhausen) општина је у њемачкој савезној држави Рајна-Палатинат. Једно је од 192 општинска средишта округа Вестервалд. Према процјени из 2010. у општини је живјело 1.213 становника. Посједује регионалну шифру (AGS) 7143065.

## Географски и демографски подаци
Рупах-Голдхаузен се налази у савезној држави Рајна-Палатинат у округу Вестервалд. Општина се налази на надморској висини од 270-310 метара. Површина општине износи 4,4 km². У самом мјесту је, према процјени из 2010. године, живјело 1.213 становника. Просјечна густина становништва износи 275 становника/km².

## Међународна сарадња
| Мјесто | Држава    | Врста сарадње | Од    |
| ------ | --------- | ------------- | ----- |
|        | Француска | контакт       | 2000. |
| Извор  |           |               |       |